# ガラスのメモリーズ
「ガラスのメモリーズ」は、日本のバンド、TUBEの15枚目のシングルである。1992年7月1日発売。発売元はソニー・ミュージックレコーズ。

## 概要
- 前作から2ヶ月ぶりとなるシングル。
- CDジャケットはジャマイカで撮影されたものであり、シングル「夏だね」、アルバム『納涼』のジャケットに映っている場所と同じである。
- 前作品「夏だね」よりも高いセールスを記録し、1992年度分の売上枚数は65.5万枚、総売り上げでは80万枚を突破した。
- カップリング曲の「湘南盆踊り」と共に翌年のアルバム「浪漫の夏」には収録されず、オリジナルアルバム未収録となり、1996年発売のベストアルバム『TUBEst II』にて初めてアルバムに収録された。

## 収録曲
| 全作詞: 前田亘輝、全作曲: 春畑道哉、全編曲: TUBE。 |                                           |          |            |      |
| #                                                  | タイトル                                  | 作詞     | 作曲・編曲 | 時間 |
| 1.                                                 | 「ガラスのメモリーズ」                    | 前田亘輝 | 春畑道哉   | 4:14 |
| 2.                                                 | 「湘南盆踊り」                            | 前田亘輝 | 春畑道哉   | 4:17 |
| 3.                                                 | 「ガラスのメモリーズ (Original Karaoke)」 | 前田亘輝 | 春畑道哉   | 4:14 |
| 合計時間:                                          | 合計時間:                                 | 12:45    |            |      |

## 収録アルバム
- TUBEst II (#1,2)
- TUBEst III (#1、Re-newed)
- Melodies & Memories II(韓国盤) (#1)
- J-Love (#1)
- Best of TUBEst 〜All Time Best〜 (#1,2)
- 35年で35曲 “夏と恋” ～夏の数だけ恋したけど～（#1、リミックス）
- All Singles TUBEst -Blue- (#1)

## タイアップ
ガラスのメモリーズ
- TBS系『日立 世界・ふしぎ発見!』エンディングテーマ

## 参加ミュージシャン
- 小野塚晃(DIMENSION)：キーボード
- 沓野行秀(Riding)：パーカッション
- 栗林誠一郎：コーラス
- 響友会：江戸組太鼓　（#2）
- 囃子詞　（#2）

## カバー
- 1992年にTHE RANKIN FILE PROJECTがアルバム『ENGLISH COVERVERSION IN HIT POPS 1』CFB-601でカバーしている。
- 2001年に韓国の男性デュオCAN（朝鮮語版）が、韓国語の歌詞に差し替え、『我が人生の春の日は（내생에 봄날은…）』というタイトルでカバーしている（アルバム『CAN WITH PIANO』CLK9150に収録）。韓国ドラマ『ピアノ（朝鮮語版）』の主題歌にもなった。
- 2012年に青木隆治がアルバム『VOICE 199X』でカバーしている。
- 2020年に鬼龍院翔が通販限定アルバム『うたってきりりんぱ 2nd Season』でカバーしている。